# اورزولا کیلان
اورزولا کیلان (انگلیسی: Urszula Kielan؛ زادهٔ ۱۰ اکتبر ۱۹۶۰) ورزشکار دو و میدانی اهل لهستان است.
وی در مسابقات کشوری و بین‌المللی در مجموع برندهٔ ۱ مدال نقره شده‌است.